# Luperina murrayi
Luperina murrayi är en fjärilsart som beskrevs av Turner. Luperina murrayi ingår i släktet Luperina och familjen nattflyn. Inga underarter finns listade i Catalogue of Life.